# Aralia echinocaulis
Aralia echinocaulis là một loài thực vật có hoa trong Họ Cuồng. Loài này được Hand.-Mazz. mô tả khoa học đầu tiên năm 1933.